# Jonas Brazauskas
Jonas Brazauskas (* 14. Augustjul. / 27. August 1909greg.; † 23. August 1979) war ein litauischer Fußballspieler. 

## Karriere
Jonas Brazauskas begann eine Vereinskarriere bei Kovas Kaunas. Im Jahr 1926 konnte er mit der Mannschaft die Litauische Meisterschaft gewinnen. Ab 1928 spielte Brazauskas bei KSS Klaipėda. Mit dem Verein der litauischen Minderheit im Memelland, gewann er von 1928 bis 1931 viermal infolge die Meisterschaft. Zwei weitere Meistertitel folgten 1937 und 1938. Brazauskas spielte zudem für die Vereine FK Sveikata Kybartai, Švyturys Klaipėda und MSK Kaunas. Beim MSK Kaunas, einer Betriebsmannschaft des Fleischunternehmens Kauno maistas ließ er seine Karriere 1939 ausklingen.
Im August 1930 debütierte Brazauskas in der Litauischen Fußballnationalmannschaft während des Baltic Cups 1930 gegen Estland. In den Jahren 1931, 1932 und 1933 nahm er mit der Nationalmannschaft drei weitere Male am Baltic Cup teil.
Zwischen 1930 und 1934 absolvierte Brazauskas 17 Länderspiele für die Litauische Nationalmannschaft. 